# Evelyn Verrasztó
Dans le nom hongrois Verrasztó Evelyn, le nom de famille précède le prénom, mais cet article utilise l’ordre habituel en français Evelyn Verrasztó, où le prénom précède le nom.
Evelyn Verrasztó, née le 17 juillet 1989 à Budapest, est une nageuse hongroise, pratiquant la discipline du quatre nages. Elle compte à son palmarès quatre titres européens. Elle est la sœur du nageur Dávid Verrasztó et la fille de Zoltán Verrasztó.

## Carrière
À 15 ans, Evelyn Verrasztó participe à ses premiers Jeux olympiques en 2004 à Athènes. Alignée en 200 mètres dos, elle est quatorzième de la demi-finale. Quatre ans plus tard, huitième à égalité avec la Japonaise Asami Kitagawa à l'issue des demi-finales du 200 mètres quatre nages, elle est éliminée lors d'un barrage par son adversaire et se classe donc neuvième de l'épreuve. Elle participe une nouvelle fois au 200 mètres dos où elle est la première éliminée à l'issue des séries.

## Palmarès

### Championnats d'Europe

#### En grand bassin
- Championnats d'Europe 2008 à Eindhoven (Pays-Bas) :
  -  Médaille d'argent du 200 mètres quatre nages.
- Championnats d'Europe 2010 à Budapest (Hongrie) :
  -  Médaille d'or au titre du relais 4 × 200 mètres nage libre.
  -  Médaille d'argent du 200 mètres quatre nages.
- Championnats d'Europe 2012 à Debrecen (Hongrie) :
  -  Médaille d'argent au titre du relais 4 × 200 mètres nage libre.
  -  Médaille de bronze du 200 mètres quatre nages.
- Championnats d'Europe 2016 à Londres (Royaume-Uni) :
  -  Médaille d'or au titre du relais 4 × 200 mètres nage libre.
  -  Médaille de bronze au titre du relais 4 × 100 mètres quatre nages mixte.
- Championnats d'Europe 2020 à Budapest (Hongrie) :
  -  Médaille d'argent au titre du relais 4 × 200 mètres nage libre[Note 1].

#### En petit bassin
- Championnats d'Europe 2007 à Debrecen (Hongrie) :
  -  Médaille de bronze du 200 mètres quatre nages.
- Championnats d'Europe 2008 à Rijeka (Croatie) :
  -  Médaille d'argent du 100 mètres quatre nages.
  -  Médaille d'argent du 200 mètres quatre nages.
- Championnats d'Europe 2009 à Istanbul (Turquie) :
  -  Médaille d'or du 200 mètres quatre nages.
  -  Médaille d'argent du 100 mètres quatre nages.
  -  Médaille d'argent du 200 mètres nage libre.
- Championnats d'Europe 2010 à Eindhoven (Pays-Bas) :
  -  Médaille d'or du 100 mètres quatre nages.
  -  Médaille d'or du 200 mètres quatre nages.
  -  Médaille de bronze du 200 mètres nage libre.
- Championnats d'Europe 2011 à Szczecin (Pologne) :
  -  Médaille d'argent du 200 mètres quatre nages.
  -  Médaille de bronze du 200 mètres nage libre.